# Ассансьйон (парафія)
Шаблон:StateAbbr_ 30°12′ пн. ш. 90°55′ зх. д. / 30.2° пн. ш. 90.91° зх. д.
Округ  Ассансьйон (англ. Ascension Parish) — округ (парафія) у штаті  Луїзіана, США. Ідентифікатор округу 22005.

## Демографія
За даними перепису 
2000 року 
загальне населення округу становило 76627 осіб, зокрема міського населення було 57427, а сільського — 19200.
Серед мешканців округу чоловіків було 37710, а жінок — 38917. В окрузі було 26691 домогосподарство, 20789 родин, які мешкали в 29172 будинках.
Середній розмір родини становив 3,25.
Віковий розподіл населення поданий у таблиці:
| Стать    | До 15 років | 15-21 | 22-29 | 30-39 | 40-49 | 50-65 | 65-85 | Понад 85 |
| -------- | ----------- | ----- | ----- | ----- | ----- | ----- | ----- | -------- |
| Чоловіки | 9815        | 4204  | 3992  | 6358  | 5943  | 4997  | 2250  | 151      |
| Жінки    | 9334        | 4074  | 4243  | 6836  | 5915  | 5024  | 3073  | 418      |

## Суміжні округи
- Іст-Батон — північ
- Лівінґстон — північний схід
- Сент-Джон-Баптист — схід
- Сент-Джеймс — південний схід
- Ассумпсьйон — південний захід
- Ібервіль — захід

## Виноски
1. ↑  U.S. Decennial Census. United States Census Bureau. Архів оригіналу за 26 квітня 2015. Процитовано 20 серпня 2014.
2. ↑  Historical Census Browser. University of Virginia Library. Архів оригіналу за 11 серпня 2012. Процитовано 20 серпня 2014.
3. ↑  Population of Counties by Decennial Census: 1900 to 1990. United States Census Bureau. Архів оригіналу за 15 вересня 2014. Процитовано 20 серпня 2014.
4. ↑  Census 2000 PHC-T-4. Ranking Tables for Counties: 1990 and 2000 (PDF). United States Census Bureau. Архів оригіналу (PDF) за 18 грудня 2014. Процитовано 20 серпня 2014.
5. ↑  State & County QuickFacts. United States Census Bureau. Архів оригіналу за 6 липня 2011. Процитовано 20 серпня 2013. [Архівовано 2011-06-07 у Wayback Machine.](англ.) Наведено за англійською вікіпедією.
6. ↑  American FactFinder. Бюро перепису населення США. Архів оригіналу за 26 лютого 2012. Процитовано 31 січня 2008. [Архівовано 2008-05-21 у Wayback Machine.]

| США | Це незавершена стаття з географії США. Ви можете допомогти проєкту, виправивши або дописавши її. |